# La Pardina (Castissent)
La Pardina és un paratge del terme municipal de Tremp, al Pallars Jussà, dins de l'antic terme de Fígols de Tremp.
Està situat al sud-est de Castissent, al nord-est del Mas de Carlets, al nord-oest de lo Serrà i al sud-oest de les Cases del Pacient.